# 陶進
陶進（越南语：／；1845年4月3日—1907年8月23日），原名陶登進（越南语：／），後避建福帝諱，改名陶進，字止叔（越南语：／），號夢梅（越南语：／），別號梅僧（越南语：／），越南阮朝官員、诗人，阮主謀臣陶維慈的後裔。

## 生平
陶進是平定省安仁府綏福縣仁恩總榮盛村（今屬平定省綏福縣福祿社榮盛村）人，紹治五年二月二十七日（1845年4月3日）出生。嗣德二十年（1867年），陶進參加鄉試，考中平定場舉人。嗣德二十四年（1871年），陶進初補翰林院典籍，充內閣校書，處理朝廷的文書工作。嗣德二十七年（1874年），陶進升任廣澤知府，隨後又升任承天府尹和戶部左參知，充機密院商佐。
成泰元年（1889年），陶進升任護理安靜總督。成泰四年（1892年），升署安靜總督，後改署工部尚書。成泰六年（1894年），實授工部尚書，後改兵部尚書。成泰八年（1896年），改任刑部尚書。不久升授協辦大學士，領南義總督。成泰十年（1898年），換領安靜總督。次年（1899年），加太子少保銜。
成泰十四年（1902年）六月，阮朝朝廷晉封陶進為榮光子（越南语：／）。同年十一月，陶進改領工部尚書。次年（1903年），陶進和阮述被殖民政府任命為安南十三省保護會同副會員。成泰十六年（1904年）四月，工部爆發貪污受賄醜聞，阮朝朝廷以陶進勞苦功高為由，免除處罰，勒令致事回鄉。
維新元年（1907年）九月，陶進在家鄉去世，壽六十三歲。